# 三十四烷
三十四烷（英語：Tetratriacontane）是含有34個碳原子的直鏈烷烴，化學式為C34H70，外觀為無色、透明的蠟狀固體。它理论上存在1.88626×1011种同分异构体。它可以在硬脂酸的γ射线辐解中产生。